# Nagrada Goja
Godišnja nagrada Španske akademije filmske umetnosti i nauka „Goja“ (šp. Premios Anuales de la Academia de las Artes y las Ciencias Cinematográficas de España "Goya") dodeljuje se od 1987. godine. Nagrada (mala bista Fransiska Goje) se dodeljuje najboljima u svojoj kategoriji.

## Istorija
Imitirajući filmske nagrade drugih država (Oskar u SAD, Cezar u Francuskoj...), a i da bi nagradila najbolje u različitim kategorijama tokom godine u španskoj kinematografiji, Akademija je odlučila da napravi Godišnju nagradu Akademije "Goja". Nagrada je prvi put dodeljivana 16. marta 1987. godine u Teatro Lope de Vega u Madridu. Samo 2000. godine nagrada je dodeljivana izvan Madrida, i to u Barseloni. Prvobitno je bilo 15 kategorija. Danas ih ima 27, ne računajući "Goya de Honor", koja se dodeljuje za životno delo.

## Kategorije
- Nagrada Goja za najbolji film
- Nagrada Goja za najboljeg režisera
- Nagrada Goja za najboljeg glavnog glumca
- Nagrada Goja za najbolju glavnu glumicu
- Nagrada Goja za najbolji originalni scenario

- Nagrada Goja za najbolji adaptirani scenario
- Nagrada Goja za najboljeg sporednog glumca
- Nagrada Goja za najbolju sporednu glumicu
- Nagrada Goja za najboljeg novog režisera
- Nagrada Goja za najboljeg novog glumca
- Nagrada Goja za najbolju novu glumicu
- Nagrada Goja za najbolju produkciju
- Nagrada Goja za najbolju fotografiju
- Nagrada Goja za najbolju montažu (Mejor montaje)
- Nagrada Goja za najbolju originalnu muziku (Mejor música original)
- Nagrada Goja za najbolju pesmu (Mejor canción original)
- Nagrada Goja za najbolju umetničku produkciju
- Nagrada Goja za najbolju kostimografiju
- Nagrada Goja za najbolju šminku i frizuru (Mejor maquillaje y peluquería)
- Nagrada Goja za najbolji zvuk (Mejor sonido)
- Nagrada Goja za najbolje specijalne efekte (Mejores effectos especiales)
- Nagrada Goja za najbolji animirani film
- Nagrada Goja za najbolji kratki animirani film
- Nagrada Goja je najbolji kratki dokumentarni film
- Nagrada Goja za najbolji kratki inovativni film
- Nagrada Goja za najbolji evropski film
- Nagrada Goja za najbolji dokumentarni film
- Nagrada Goja za najbolji strani film na španskom jeziku (Mejor película extranjera de habla hispana)
- Počasna nagrada Goja (Goya de Honor)

## Spoljašnje veze
- Zvanična prezentacija španske Akademije filmske umetnosti i znanosti (језик: шпански)
- Nagrada Goja na IMDb